# NGC 4872
NGC 4872 é uma galáxia lenticular (SB0) localizada na direcção da constelação de Coma Berenices. Possui uma declinação de +27° 56' 48" e uma ascensão recta de 12 horas, 59 minutos e 34,3 segundos.
A galáxia NGC 4872 foi descoberta em 11 de Abril de 1785 por William Herschel.